# Cult of the Dead Cow
«Cult of Dead Cow» (англ. Культ мертвої корови) — хакерське угруповання, що сформувалося навколо однойменного першого мережевого електронного журналу комп’ютерної тематики, що зберігся до наших днів.

## Історія
Заснований в 1984 році 14 річним школярем Кевіном в Лаббок в штаті Техас, США. Свою назву організація запозичила з методу ініціалізації пам’яті комп’ютера «DE», «AD», «BE», «EF». Якщо скласти ці літери ми отримаємо слово Мертва Корова (DEAD BEEF). Єднала усіх членів cDc думка, що доступ до інформації – є основним правом людини. За структурно-типологічними ознаками журнал намагався наслідувати друковані журнали (вступне слово, вихідні дані, статті), проте слабкі можливості тогочасної техніки не дозволяли відтворити дизайн видання. Тексти версталися однією колонкою, а ілюстрації промальовувалися символами ASCII. 
В 1988 році спільнота вирішила провести широкомасштабну акцію по популяризації свого видання. На хвилі загальнонаціонального зацікавлення комп’ютерними технологіями, хакерами та голосними кримінальними справами, що порушували проти них, члени спільноти cDc вирішили дати ЗМІ інформацію про хакерів, їх філософію та життя. З цією ціллю за рік члени cDc дали інтерв'ю майже усім найвідомішим газетам, друкованим журналам, електронним журналам та телевізійним програмам. Їхнім лозунгом стає: «Досягти світового домінування через насичення ЗМІ інформацією!» («Global Domination Through Media Saturation»). 
В 1994 році езин переходить в мережу конференцій і отримує кімнату з адресою alt.fan.cult-dead-cow. Після цього видання стає міжнародним. В 90-х роках видання CULT OF THE DEAD COW використовувалося переважно для комунікації усіх членів угруповання, а також для ведення пропагандивних та провокативних проектів. В листопаді 1994 року вони заявили в своєму езині, що беруть відповідальність за хворобу Альцгеймера у президента США Рональда Рейгана, стверджуючи, що заразили його в 1986 році через духову рушницю. В 1995 році cDc об’явило війну проти відомої течії сектантства Церкви Саєнтології (Church of Scientology). Через свій електронний бюлетень та групи конференцій в інтернеті вони розповсюджували провокативну інформацію про нібито зв’язок між Церквою Саєнтології та колишніми членами нацистської організації СС. Основним оплотом війни проти цієї секти стала кімната конференцій alt.religion.scientology controversy. 
Протягом 90-х років CULT OF THE DEAD COW цілеспрямовано працював над проектом «The Hong Kong Blondes» (Гонконзькі білявки), метою якого було завдання максимальної шкоди комп’ютерним мережам Китайської Народної Республіки і відкриття для жителів КНР доступу до сайтів, які були заборонені урядом. 7 січня 1999 року cDc долучається до міжнародної організації хакерів по веденню кібервійни проти КНР та Іраку. Спільнота CULT OF THE DEAD COW існує до цього часу.

## Тематика
Попри схожість організації журналу та друкованих видань, «Cult of Dead Cow» суттєво відрізнявся від них за стилем і подачею інформації. Свобода та відсутність юридичного контролю дозволяли писати про заборонені теми (зламування комп'ютерних та телефонних мереж, створення зброї, анархізм), що ставило «е-зин» (або інтернет-журнал) у розряд маргінальних, та надало статусу медіа «Зроби це сам». Тема анархізму була виокремлена в рубрику. У ній розповідалося про виготовлення саморобної зброї тощо. Перший номер е-зину вийшов під лозунгом «Поселимо страх у серця пересічних громадян!»

## У медіа
В 2021 році видавництво «Фабула» видало українською мовою книгу Джозефа Менна «Культ мертвої корови. Як оригінальна хакерська супергрупа могла би врятувати світ» (ISBN 978-617-09-7366-5), оригінальна назва — Cult of the Dead Cow: How the Original Hacking Supergroup Might Just Save the World.

## Цікаві факти
- Видання «Культ мертвого кота» («Cult of the dead cat») спародіювало назву у «Культа мертвої корови» («Cult of the dead cow»).[джерело?]